# Basílio III de Moscou
Basílio III (25 de março de 1479 — Moscou, 3 de dezembro de 1533) foi o Grão-Príncipe de Moscou de 1505 até sua morte. Era filho do grão-príncipe Ivã III e sua segunda esposa Sofia Paleóloga.
Aos poucos, a política do príncipe foi se assemelhando à de seu pai, pois estava centrada na concentração de poder e na unificação das terras russas. Em 1510, ele anexa a república de Pskov. Aproximadamente trezentas famílias da cidade supostamente hostis a Basílio são expulsas de seus lares e deportadas para os Urais. Foi a mesma política adotada por Ivan III em Novgorod durante a invasão de 1478. Em 1517, a cidade de Riazan é anexada.
O reinado de Basílio ficou marcado por duas guerras contra a Comunidade polaco-lituana. Em 1507, Vassili III rompe a trégua estabelecida por Ivan III em 1503. O lituano Miguel Glinski se revolta contra o novo rei Sigismundo I e requisita ajuda do soberano russo. Sigismundo consegue repelir as tropas moscovitas e expulsar Glinski. Um tratado de paz é assinado em 1508.
A guerra recomeça em novembro de 1512 e, desta vez, tem como principal terreno de conflitos a região de Smolensk. Por três vezes, Basílio sitia a cidade, que se rende em julho de 1514. O exército polaco-lituano obtém uma grande vitória em Orsza em setembro deste mesmo ano, mas Smolensk não é reconquistada. Uma trégua de cinco anos é assinada em 1522, sendo prolongada por seis anos em 1526, e por mais um ano em 1532. O grão-duque moscovita morreria antes do recomeço da guerra.
Durante o reinado de Ivan III, o grão-duque de Moscou estava aliado ao Canato da Crimeia. Com a chegada de Basílio III ao poder, o cã Mengli Girai rompe a aliança por causa da rivalidade pela possessão de Kazan, anexada pela Rússia em 1487. A Crimeia se alia então com a Lituânia. Os tártaros lançam ataques surpresa sobre a Rússia e Vassili III se vê obrigado a reforçar suas fronteiras ao sul. Ele envia então regimentos de sentinelas e promove a construção de fortes: Zaraïsk, Tula e Kaluga.
Basílio III fortalece seus poderes de soberano, punindo os boiardos descontentes com suas políticas. O metropolita Varlaam, que ousou exprimir suas preocupações, é deposto de seu cargo e enviado para um monastério. Seu sucessor, Daniel, seria mais resignado. Após vinte anos de casamento, Basílio III decide se divorciar de sua primeira esposa, Solomonia Saburova, devido a sua esterilidade. Casa-se então com Helena Glinskaia (sobrinha de Miguel Glinski), que seria a mãe de Ivan IV. Os patriarcas ortodoxos condenaram tal casamento.